# Запесенье
Запесенье — деревня в Плюсском районе Псковской области, входит в состав сельского поселения Запольская волость.
Расположена на восточном побережье озера Песно, в 16 км к юго-востоку от райцентра Плюсса и в 5 км к западу от волостного центра Заполье.
Численность населения деревни составляла 45 жителей по оценке на конец 2000 года.